# نادي الاستقلال
نادي الاستقلال الرياضي هو نادي رياضي فلسطيني من قطاع غزة يلعب في دوري قطاع غزة الدرجة الثانية، تأسس عام 1995 من محافظة رفح.